# ISO 26262
La norma ISO 26262 (Automóviles – Seguridad funcional) es una norma ISO para los sistemas de seguridad en los automóviles.
La ISO 26262 define un marco y un modelo de aplicación, así como las actividades, los métodos y los resultados. La aplicación de esta norma tiene como objetivo garantizar la seguridad funcional de un sistema eléctrico/electrónico en un vehículo motor. Este estándar se deriva de la norma IEC 61508 para su uso específico en el sector del automóvil.
En agosto de 2008 alcanzó el estado CD Comittee Draft (borrador del comité). El documento es objeto de trabajo del grupo "ISO TC22/SC3/WG16". El primer borrador hecho público se presentó en agosto de 2009. La primera versión final del estándar se publicó el 14 de noviembre de 2011, y la segunda y actual versión en diciembre de 2018.

## Contenido
La norma ISO 26262:2018 está compuesta por doce capítulos, que cubren los siguientes contenidos:
1. Glosario
2. Gestión de la seguridad funcional
3. Fase de concepto
4. Desarrollo del producto a nivel de sistema
5. Desarrollo del producto a nivel de hardware
6. Desarrollo del producto a nivel de software
7. Producción, operación, mantenimiento y retirada del servicio
8. Procesos de apoyo
9. Análisis del ASIL y de aspectos de seguridad
10. Pautas de utilización de la norma (de carácter informativo)
11. Guía para semiconductores
12. Adaptación para motocicletas

La tercera sección contiene requisitos relacionados con la realización de un análisis de peligros y valoración de riesgos. Para la realización de este análísis se identifican las situaciones que representan un riesgo potencial sobre la base de sus probabilidades de ocurrencia, controlabilidad por parte del conductor y severidad. Se consideran todos los modos de funcionamiento y los posibles fallos del sistema, y en función de los valores de ocurrencia, controlabilidad y severidad se determina el valor de ASIL para cada una de las situaciones de peligro. Dicho valor estará comprendido entre A y D, salvo que se identifique como irrelevante para la seguridad (quality management - QM).
Conforme aumenta el nivel ASIL, aumenta la seguridad exigida, cuyas especificaciones se detallan en los capítulos siguientes. Para los riesgos de clase QM no se necesitan requisitos particulares, aparte de los ya contemplados por el sistema de gestión de calidad de los fabricantes del sistema, y que deben ser tratados en alguna norma de gestión de calidad como la ISO 9001 o la ISO/TS 16949.